# Ombul (Kedungdung)
Ombul is een bestuurslaag in het regentschap Sampang van de provincie Oost-Java, Indonesië. Ombul telt 5189 inwoners (volkstelling 2010).